# Vladimir Repniov
Vladimir Repniov (né le 9 janvier 1949 à Moscou en URSS) est un ancien joueur professionnel russe de hockey sur glace.

## Carrière

### Carrière de joueur
Durant sa carrière professionnelle dans le championnat d'URSS, il a porté les couleurs des Krylia Sovetov. Il termine avec un bilan de 270 matchs et 73 buts en élite russe.

### Carrière internationale
Il a représenté l'URSS à 29 reprises (7 buts) sur une période de trois saisons entre 1973 et 1976. Il a participé à deux éditions des championnats du monde pour un bilan d'une médaille d'or et une d'argent.

## Statistiques
Pour les significations des abréviations, voir Statistiques du hockey sur glace.

### En équipe nationale
| Année | Équipe | Compétition |   | PJ | B | A | Pts | Pun               |  | Résultat |
| 1974  | URSS   | CM          | 8 | 1  | 5 | 6 | 6   | Médaille d'or     |  |          |
| 1976  | URSS   | CM          | 5 | 2  | 2 | 4 | 6   | Médaille d'argent |  |          |